# Teucholabis (Paratropesa) paracollaris
Teucholabis (Paratropesa) paracollaris is een tweevleugelige uit de familie steltmuggen (Limoniidae). De soort komt voor in het Neotropisch gebied.